# Imprensa marrom
Imprensa marrom é uma expressão de cunho pejorativo, utilizada popularmente no Brasil para se referir à imprensa sensacionalista. Isto é, veículos de comunicação (principalmente jornais, mas também revistas e emissoras de rádio e TV) que buscam elevadas audiências e vendagem através da divulgação exagerada de fatos e acontecimentos, sem compromisso com a autenticidade.
É o equivalente no Brasil ao termo norte-americano "yellow press" ou ao português "imprensa tabloide".[carece de fontes?] Em ambos os casos registram-se transgressões da ética jornalística.[ligação inativa]

## Yellow Press
Nos Estados Unidos, a expressão yellow press surgiu por causa do personagem de histórias em quadrinhos The Yellow Kid, criado por Richard Felton Outcault e um dos focos da disputa entre os jornais New York World e New York Journal American. Como as duas publicações se destacavam também pela competição levada às últimas consequências, os críticos começaram a se referir a ambas como "imprensa amarela".
A expressão acabou se estendendo a outros jornais que se utilizavam dos mesmos expedientes do New York World: manchetes em letras garrafais, grandes ilustrações e exploração de dramas pessoais.

## No Brasil
Segundo Alberto Dines, o conceito foi utilizado pela primeira vez no Diário da Noite, em 1960. Ao noticiar o suicídio de um cineasta, ele escreveu que a tragédia era resultado da atuação irresponsável da "imprensa amarela". O chefe de reportagem Calazans Fernandes, então, mudou para "imprensa marrom", alegando que o amarelo é uma cor alegre, enquanto o marrom seria mais apropriado por ser a cor dos excrementos.

## Características
Embora "imprensa marrom" seja normalmente considerada o equivalente da "yellow press" norte-americana, Leandro Marshall propõe uma diferenciação. Para ele, a imprensa amarela seria uma fase anterior, marcada pelo sensacionalismo, com fatos sendo exagerados nas páginas de jornais apenas com o objetivo comercial de atrair mais leitores. Já a imprensa marrom seria mais caracteristicamente definida como a manipulação da notícia com fins comerciais.
Outros autores, porém, argumentam que o escândalo, a intriga política e a chantagem já faziam parte dos métodos utilizados pelos primeiros jornais sensacionalistas.
Norbert Bolz aponta como principal característica desse tipo de jornalismo a comunicação direta, que abre mão de qualquer abordagem mais complexa sobre o mundo.